# 韓相俊
韓 相俊（ハン・サンジュン、朝鮮語: 한상준）は、朝鮮民主主義人民共和国の政治家。最高人民会議代議員。江原道人民委員会委員長、洗浦牧場建設江原道旅団旅団長などを歴任した。

## 経歴
出生地や生年月日は不明。洗浦牧場建設江原道旅団旅団長を経て、2011年に江原道人民委員会副委員長に任命された。2015年5月には江原道人民委員会委員長に任命され、2019年3月10日に実施された最高人民会議第14期代議員選挙で代議員に選出された。2020年1月2日に江原道人民委員会委員長を解任されたことが判った。

## 参考サイト
- 북한정보포털

| 先代元道姫 | 江原道人民委員会委員長2015年 - 2020年 | 次代蔡日龍 |